# 琴引鼻
琴引鼻（ことひきのはな）は、愛媛県松山市興居島（ごごしま）の北端にある岬。
磯釣りが楽しめる場所だが、釣島水道の南側で磯になっているために、しばしば「海難事故報告書」に記載されている。
またこの地には「源平期に平家の落武者がこの鼻で琴を弾いていた」という伝承が残り、岬名の由来となっている。
座標: 北緯33度55分37秒 東経132度41分26.5秒 / 北緯33.92694度 東経132.690694度